# Campofrío (Huelva)
Campofrío egy település Spanyolországban Huelva tartományban. 2010-ben 773 lakosa volt, a falu bronz- és római kori leleteiről is ismert.

## Elérése
Campofrío Zalamea la Real és Mérida felé Santa Olalla del Cala között fekszik. A két települést a 461-es út köti össze.
Zalamea felől az elágazás Minas de Riotintonál van. Innen észak felé, már az Odiel folyóhoz közelebb Zufre és Santa Olalla del Cala felé található.

## Látnivalók
Campofrío legfőbb nevezetessége a mellette lévő Cerro de Cobullos domb. Ezen a dombon bronzkori település illetve erődítményromok láthatók.
A római korban Baetica provincia 4 fontosabb folyóvölgye, és azon belül a mai nevükön Odiel és Tinto folyók ásványban gazdag köze egészen le a mai Huelva városig és a tengerpartig egy nagyon mozgalmas terület volt. 1 km távra északra a falutól, már az Aracena hegy aljában Risco del Tesoro felé római település nyomai láthatók az 1.-2. századból, ahonnan Claudius, Traianus és Hadrianus pénzei, míves kerámiák, lámpák és egy női szobor került elő. Az antik leletek egy jelentős része megtalálhatók Sevillában.
Látványos víztározója és a XVIII. századi önállósággal létesült egyházi épületei is, IV. Ferdinánd idejében épült egy bikaviadal csarnok is, mely valószínűleg az első ilyen jellegű építmény volt Spanyolországban.
Közelében van egy az Odiel folyón átívelő római híd is.

## Gazdaság
Campofrío, mely még a hegy alatt az Odiel völgyében fekszik főleg mezőgazdasági jellegű település. Főleg dinnye-, gabona- és olívatermelés folyik, e mellett az ibériai sertéstenyésztés egyik helyszíne is.
Ipara nem sokoldalú és jelentős. Ugyanakkor az egyik szomszédjával, Ventas de Arribával együtt bevételének egy része fa- és kézműiparhoz kapcsolódik.

## Népesség
A település népessége az utóbbi években az alábbiak szerint változott:
| Lakosok száma | 832  | 832  | 772  | 808  | 811  | 673  | 708  | 675  | 731  | 724  |
|               | 2001 | 2004 | 2006 | 2009 | 2011 | 2014 | 2016 | 2019 | 2021 | 2024 |

## További információk

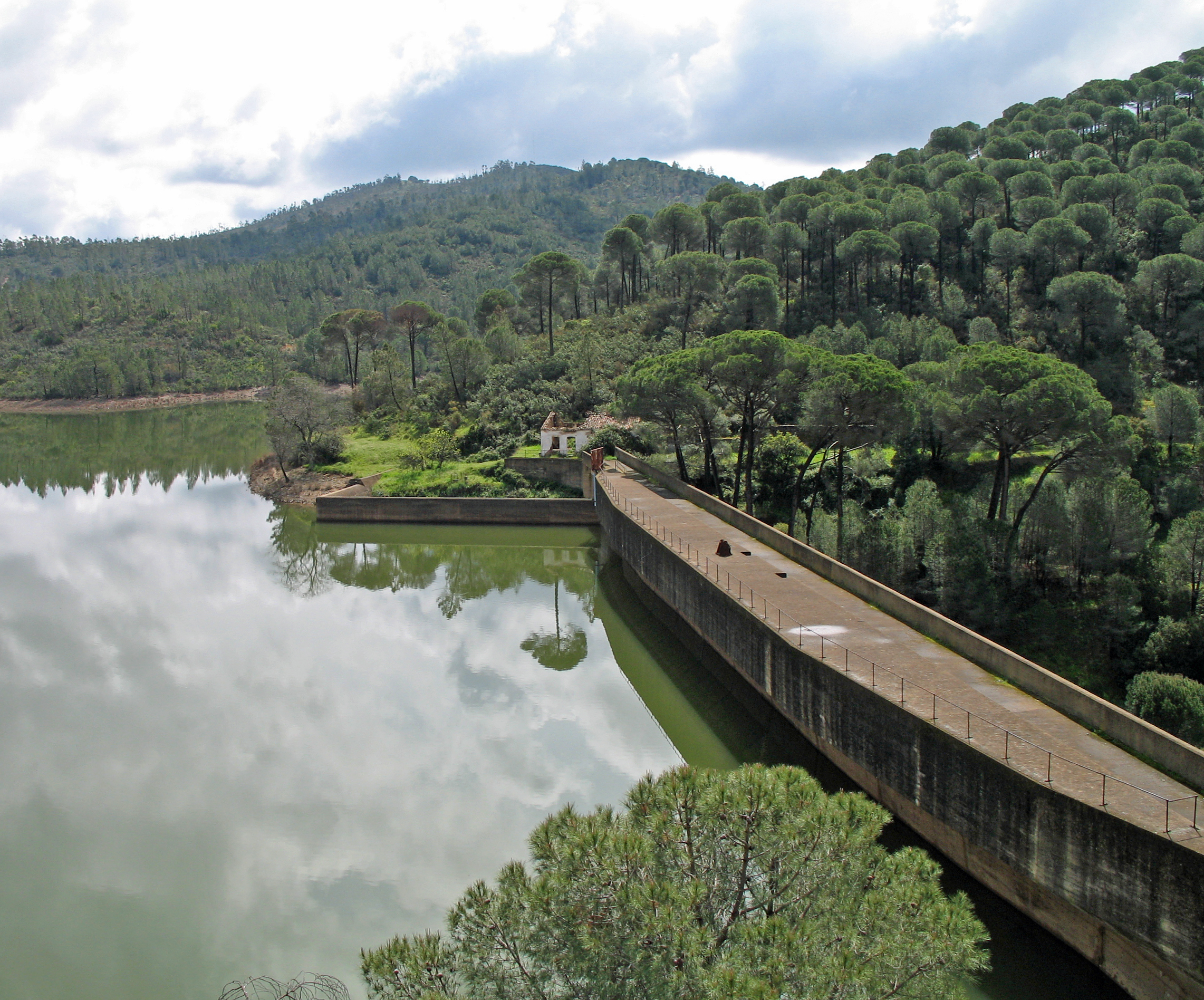
A Campofrío tározó